# Ragalna
Ragalna es una localidad italiana de la provincia de Catania , región de Sicilia, con 3.580 habitantes.

Ubicación de la ciudad de Ragalna dentro de la provincia de Catania.

## Evolución demográfica
| Gráfica de evolución demográfica de Ragalna entre 1861 y 2001 |
|                                                               |
| Fuente ISTAT - elaboración gráfica de Wikipedia               |